# Recovery Road (romanzo)
(Recovery Road)
Recovery Road è l'undicesimo romanzo dello scrittore statunitense Blake Nelson. È stato pubblicato per la prima volta nel 2011 dalla casa editrice Scholastic. Narra la storia di un'adolescente impegnata a costruirsi un futuro responsabile dopo un passato di tossicodipendenza.
L'autore ha definito questo libro la sua seconda migliore opera incentrata sulle vicende di una ragazza dopo Girl, il primo romanzo di Nelson uscito nel 1994.

## Trama
Maddie ha sedici anni quando entra a Spring Meadow, un centro di disintossicazione da alcool e droga situato in Oregon. La strada principale che collega tutti gli edifici della struttura è chiamata Recovery Road. Inizialmente scontrosa e decisa a isolarsi, Maddie si affida ai consigli della sua analista Cynthia e diventa amica di Trish e di Stewart, un paziente di diciannove anni incontrato durante una "serata cinema". Sebbene sia rigidamente proibito, Maddie e Stewart formano una coppia e si promettono di rivedersi una volta usciti. Maddie non era mai stata innamorata, il trasporto per Stewart le fa riacquistare la voglia di ricominciare.
Al liceo Evergreen Maddie si impegna a non ricadere nella tossicodipendenza. Nonostante la sua fama da Mad Dog Maddie, la ragazza ricca che si sballa alle feste, Maddie scopre passo dopo passo di sentirsi più forte senza l'uso di stupefacenti. Anche grazie al sostegno dei genitori Maddie riesce a restare sobria superando la morte per overdose della sua migliore amica Trish. Insieme ai suoi nuovi compagni Martin e Emily, Maddie diventa una studentessa zelante e affabile.
La relazione con Stewart non manca di sentimento, tuttavia si trasforma presto in un rapporto a distanza. Maddie intende impegnarsi negli studi e rifiuta di trasferirsi con Stewart, che al contrario sente il bisogno di interrompere la logorante convivenza con la madre per riunirsi al padre "ricomparso". Stewart sembra però non appartenere a nessun posto e una volta lì ha una ricaduta. Maddie corre in suo soccorso e lo trova svenuto nel parcheggio di un bar, dove Maddie quasi subisce stupro da due uomini. Il trauma dell'aggressione all'inizio la distacca da Stewart, che in risposta pensa che Maddie, dall'alto del suo mondo abbiente, abbia altri interessi. Quindi Stewart tradisce Maddie e si trasferisce a Portland con un'altra ragazza, facendo però sapere a Maddie che non intende abbandonarla. A questo punto Maddie ha un "incidente di percorso" e si ubriaca a una festa. Questa volta è Stewart a correre in suo soccorso, dopodiché la indirizza verso i gruppi AA. Maddie al termine della terapia entra all'Università del Massachusetts dove trova finalmente la sua dimensione. Non ricadrà mai più nella dipendenza.
Nella parte conclusiva del romanzo Maddie inizia a frequentare Simon, un ragazzo ricco che studia al Reed College. Mentre si trova con lui a Portland rivede casualmente Stewart. È ridotto pelle ed ossa e appare in evidente stato di tossicodipendenza. Maddie vorrebbe riportarlo in riabilitazione ma Stewart rifiuta ogni aiuto: le comunica che si trova dove in fondo è sempre appartenuto e che ogni tentativo di recupero non potrà mai durare. Quindi Stewart scompare per sempre e Maddie capisce in ultimo che è giunto il momento di lasciarlo andare, ma se mai farà ritorno troverà sempre un posto accanto a lei.

## Personaggi principali
- Madelaine "Maddie" Graham: Protagonista e narratrice del romanzo. Vive a West Linn. Il padre è stato ingegnere alla NASA ed è molto ricco. Viene portata a Spring Meadow per avere picchiato un compagno di scuola e rubato un'auto sotto l'effetto di stupefacenti. Apparentemente si sballava perché pensava fosse il modo migliore di passare il tempo con i suoi ex-amici tossici. Si innamora perdutamente di Stewart.
- Stewart: Primo amore di Maddie, 19 anni. Entra a Spring Meadow grazie all'aiuto economico della nonna. È molto attraente. È cresciuto a Centralia da famiglia povera e disagiata, suo padre è scomparso da quattro anni. Quando si fa vivo lo raggiunge ma senza successo. È molto insicuro, e presumibilmente masochista. Tutti quelli che incontra gli vogliono bene ma non riesce ad accogliere a lungo il loro amore.
- Patricia "Trish" Morgan: Migliore amica di Maddie, 18 anni. Condividono la stanza a Spring Meadow. Guidava ubriaca causando l'incidente che ridusse la sua migliore amica in sedia a rotelle. Assume psicofarmaci e ha pensieri suicidi. A 13 anni aveva bevuto troppo e perse la verginità subendo stupro nella ricca casa dei suoi genitori. Muore qualche mese dopo Spring Meadow per arresto cardiaco, dopo avere assunto cocaina ed essersi rotta il naso.
- Martin Farris: Migliore amico di Maddie al liceo Evergreen, si offre di aiutare Maddie a familiarizzare con la normalità. All'inizio è attratto da lei. È un nerd molto intelligente e con una scarsa vita sociale. Litiga con Maddie perché lo insulta ad ogni occasione, ma alla fine si scusa e si riappacificano. Ciò serve a Maddie da lezione per diventare meno severa nei pregiudizi. Dopo il diploma va all'Università di Stanford.
- Emily Brantley: Migliore amica di Maddie al liceo. Maddie e Emily frequentavano gli stessi amici tossici ma non erano amiche prima di Spring Meadow. Fa uso moderato di droghe. Chiede a Maddie di convincere la sua sorellina Ashley ad uscire da un brutto giro di dipendenza ma Maddie non sa cosa dirle. Quando Ashley resta uccisa in un incidente d'auto Emily si isola da Maddie. Dopo il diploma studia alla UCLA.

## Premi
La Young Adult Library Services Association nel 2011 ha assegnato a Recovery Road il premio come "Miglior romanzo per ragazzi" (Best Fiction for Young Adults) e il premio "Pronte scelte per i ragazzi restii alla lettura" (Quick Picks for Reluctant Young Adult Readers).

## Adattamenti
Il romanzo è stato adattato in una serie televisiva statunitense del 2016 intitolata Recovery Road, scritta da Bert V. Royal e Karen DiConcetto e trasmessa in prima serata su Freeform. Il cast principale include Jessica Sula e Sebastian de Souza nei ruoli da protagonisti. Inizialmente la parte di Maddie era stata data a Samantha Logan. La serie è stata cancellata dopo una stagione.